# Diplonema (Euglenozoa)
Diplonema ist eine Gattung freilebender Organismen aus der Gruppe der Euglenozoa. Innerhalb der gemeinsamen Familie Diplonemidae unterscheiden sie sich von ihrer Schwestergattung Rhynchopus durch das Fehlen eines vollständig geißeltragenden Ausbreitungsstadiums.
Die Diplonema darf nicht mit der Schmetterlingsmücken-Gattung Diplonema Loew, 1845 (ungültiger Name, korrekt: Trichomyia) u. a. m. verwechselt werden.

## Beschreibung

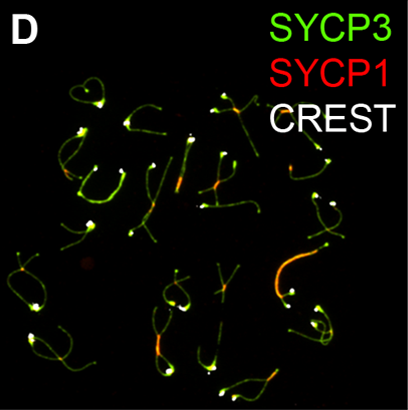
Diplonema: Stadien der Meiose Prophase I bei Mäusen (Immunfluoreszenz). SYCP1 & 3 markieren den synaptonemalen Komplex (auf den Chromosomen), CREST markiert die Centromere.

### Morphologie und Anatomie
Die Zellen der Gattung Diplonema sind als typische Vertreter der Familie Diplonemidae biflagellate (doppelt begeißelte) einzellige Protisten, d. h. die Zellen tragen zwei kurze, gleich lange Geißeln.
Die beiden Basalkörper der Geißeln entspringen je einer subapikalen (hinter dem Vorderende gelegenen) Öffnung („Tasche“), die in einen angrenzenden Fressapparat (Zellmund) übergeht.
Beide Geißeln weisen bei dieser Gattung keine paraxiale Stäbchen (paraflagellare Stäbchen, paraflagellar rods, PFRs) auf.
Der Fressapparat ist von zahlreichen Nahrungsvakuolen umgeben und durch Mikrotubuli verstärkt.
Die klassischen Diplonemidae (d. h. die Gattungen Diplonema und Rhynchopus) sind farblos und von länglicher Form. Sie sind etwa 20 μm lang und besitzen unter ihrer Plasmamembran eine Schicht von Mikrotubuli.

### Mitochondrien
An die Mikrotubuli-Schicht unter der Plasmamembran schließt sich ein Mitochondrium mit scheibenförmigen Cristae an.
Als typische Diplonemidae besitzen Diplonema-Zellen ein großes mitochondriales Genom, das aus fragmentierter linearer DNA besteht.
Die nicht kodierenden Sequenzen der mitochondrialen DNA müssen massiv transgespleißt werden, was einen der kompliziertesten post-transkriptionellen Editierprozesse darstellt, die bei Eukaryonten bekannt sind.

### Lebensweise
Die meisten Arten der Gattung Diplonema sind freilebend – die Diplonemidae gehören zu den vielfältigsten und häufigsten Gruppen planktonischer Organismen im Meer.
Es wurden aber auch Fälle von Diplonema-Infektionen bei Muscheln und eine Diplonema-verursachte plötzliche Zersetzung von Aquarienpflanzen gemeldet.

## Systematik

### Äußere Systematik
Die Gattung wurde erstmals 1913 beschrieben;
die ersten Studien von Griessmann und Skuja in den 1900er Jahren hatten die beiden Gattungen Diplonema und Rhynchopus – die heutigen die Diplonemidae – zunächst zur Familie Euglenidae gestellt.
Der Grund war, dass die beiden Gruppen viele morphologische Gemeinsamkeiten mit den Euglenidae aufweisen, wie z. B. Metabolismus, Fortbewegung und den mit Mikrotubuli verstärkten Fressapparat.
In den 1960er Jahren wurde die Gattung Isonema neu beschrieben und ebenfalls zunächst der Familie Euglenidae zugeordnet. Diese wurde später als ein Synonym fon Diplonema (d. h. in der Familie Diplonemidae) angesehen.
Nach der AlgaeBase gilt sie aber als ein Synonym der abgetrennten Diplonemidae-Gattung Metadiplonema.
Heute werden die nahe verwandten Gattungen Diplonema und Rhynchopus der separaten Familie Diplonemidae innerhalb der Euglenozoa zugeordnet.
Da von vielen als Mitglieder dieser Familie in Frage kommenden Arten noch keine Genom-Sequenzdaten vorliegen, ist deren Systematik noch sehr im Fluss.
Traditionell werden die Diplonemidae, die in ihrem Lebenszyklus ein unbegeißeltes Stadium besitzen, der Gattung Rhynchopus zugeordnet, während alle permanent geißeltragenden Arten als Mitglieder der Gattung Diplonema betrachtet werden.
Die Taxonomie des National Center for Biotechnology Information (NCBI) unterscheidet heute innerhalb der Familie Diplonemidae noch weitere Gattungen, darunter Flectonema, Lacrimia und Sulcionema; nach der AlgaeBase gehört neben diesen noch die Gattung Metadiplonema zu dieser Familie.

### Synonyme
Synoname der Gattung Diplonema sind:
- Isonema Schuster, Goldstein & Hershenow 1968 non Brown non Cassini 1817 non Maas 1909 non Meek & Worthen 1865 non Hall 1891 (nach der AlgaeBase aber zur Gattung Metadiplonema)[10]
  - Lackeymonas Skvortzov 1969 (Synonym von Isonema)[17]
  - Teixeiramonas Skvortzov 1969 (Synonym von Isonema)[18]

### Artenliste
Gattung Diplonema Griessmann, 1913(T,N,W,A) bzw. Griessmann 1913 non Don 1837
- Diplonema aggregatum Tashyreva, Prokopchuk & Lukes, 2018(N) bzw. Tashyreva et al. 2018[14]
  - YPF1605, YPF1606 (Holotyp)[14]
- Diplonema ambulator J. Larsen & D. J. Patterson, 1990(T,N,W,A)[14][19]

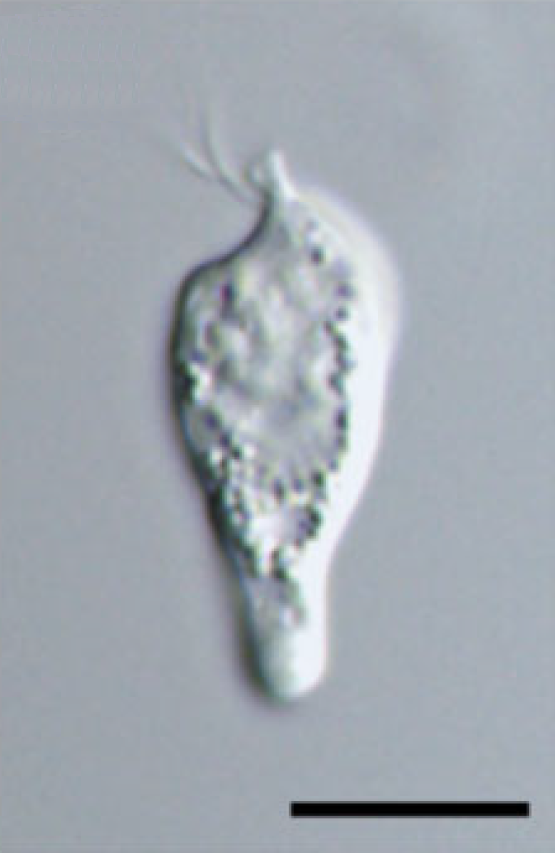
LM-Aufnahme von D. papillatum. Balken: 10 µm.

- Diplonema breviciliatum Griessmann, 1913(W,A)[1] [Diplonema breviciliata[19]] (Typusart(A))
- ?Diplonema confervoideum (Lyngbye) Reinke(A?)
- Diplonema japonicum Tashyreva et al. 2018(N)[14]
  - YPF1603, YPF1604 (Holotyp)[14]
- Diplonema metabolicum J. Larsen & D. J. Patterson, 1990(W,A)[19]
- Diplonema papillatum (Porter, 1973) Triemer & Ott, 1990(T,N,W) [Isonema papillata Porter 1973][4][14]
- Diplonema sp. ATCC 50224(N)
- Diplonema sp. ATCC 50225(N)[14] [Diplonema sp. strain ATCC 50255 (verschrieben)[14]]
- Diplonema sp. ATCC 50232(N)[14]
- Diplonema sp. isolate YPF1508[14]
- Diplonema sp. isolate YPF1509[14]
- Uncultured marine diplonemid clone PHC3_D1_01 (Zugriffsnr. EU635679)[20][14]
- Uncultured euglenid clone CCW85 (Zugriffsnr. AY180037)[21][14]

Verschiebungen:
- Diplonema nigricans (F. L. Schuster, S. Goldstein & Hershenov) Triemer & D. W. Ott 1990 [Isonema nigricans Schuster, Goldstein & Hershenow 1968]
⇒ Metadiplonema nigricans (F. L. Schuster, S. Goldstein & Hershenov) Tashyreva, A. G. B. Simpson, A. Horák & Lukeš(A)[4]
- Diplonema papillatum (Porter, 1973) Triemer & Ott, 1990(T,N,W,A) [Isonema papillata Porter 1973]
⇒ Paradiplonema papillatum (D. Porter) Tashyreva, A. G. B. Simpson, A. Horák & Lukeš(A)[4]

(T) – The Taxonomicon
(N) – Taxonomie des National Center for Biotechnology Information (NCBI)
(W) – World Register of Marine Species (WoRMS)
(A) – AlgaeBase

## Endosymbionten
Diplonema japonicum und Diplonema aggregatum beherbergen bakterielle Endosymbionten der Gattung „Candidatus Cytomitobacter“ (Ordnung Holosporales der Alphaproteobacteria).
Symbiosen mit bakteriellen Endosymbionten in unterschiedlichem Ausmaß sind auch bei anderen Protisten bekannt, wie beispielsweise
Angomonas deanei,
Strigomonas culicis und
Novymonas esmeraldas.
Sie gelten als gute Modelle für das Verständnis der Evolution von Eukaryoten aus urzeitlichen Prokaryoten, und für die Entstehung von Zellorganellen (d. h. für die Symbiogenese).
Bemerkenswerterweise variiert die Anzahl der Endosymbionten im Zytoplasma erheblich, ebenso wie ihr Ort innerhalb der Zelle. Offenbar können sie sogar in das Mitochondrium eindringen, was sonst sehr selten vorkommt.

## Diplonema breviciliatum

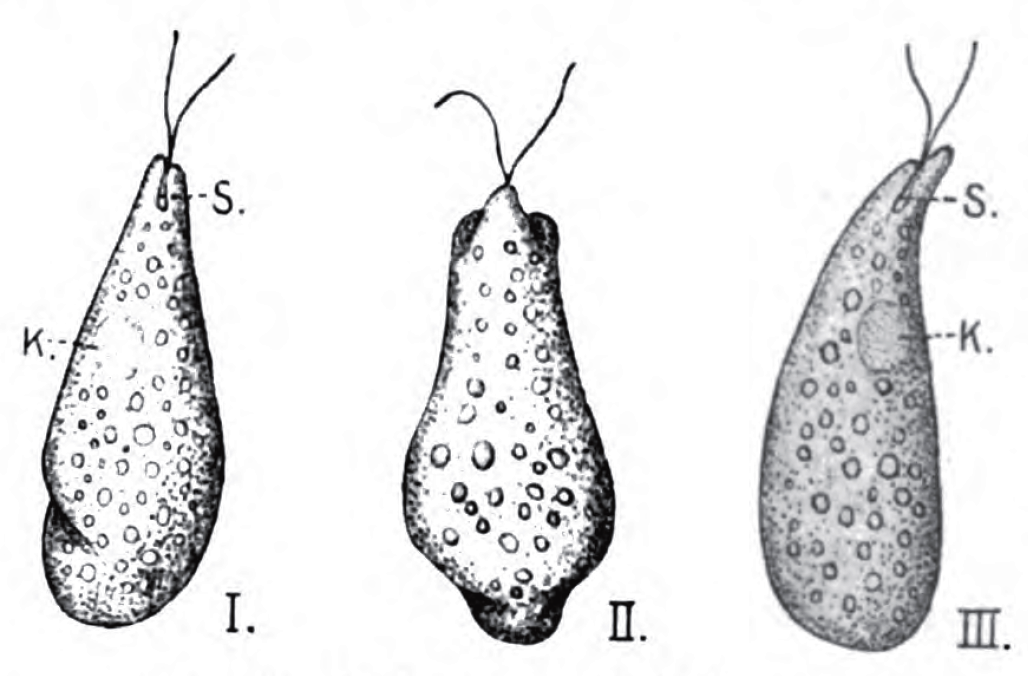
D. breviciliatum: Gestaltsveränderung.
S: Schlund, K: Kern.
Illustration von 1913, Karl Grossmann.

Die Zellen der Typusart D. breviciliatum (in der Erstbeschreibung D. breviciliata) haben eine längliche Gestalt; sie sind vorne leicht zugespitzt, am Ende etwas dicklich („aufgedunsen“).
Die Körperlänge beträgt ca. 28–35 µm, die größte Breite 8–10 µm.
Am Vorderende befindet sich der ein Stück weit ins Innere regende Schlund (Membrantrichter), wie es auch bei den Euglenida oft der Fall ist. An seiner Basis entspringen die beiden annähernd gleichlangen, zierlichen Geißeln. Ihre Länge beträgt nur ein Drittel bis Viertel der Körperlänge. Der Körper ist umgeben von einem recht derben Periplast. Der Zellkern liegt etwas vor der Körpermitte. Abgesehen von abwechselnden, leichten Krümmungen des Körpers mal nach rechts, mal nach links, besteht die Fortbewegung der Zellen in einem langsamen Dahinkriechen unter trägen Bewegungen (einem allmählichen Zusammenziehen und wieder Strecken – unter Krümmungen); die beiden Geißeln führten dabei langsame Schwingungen und Krümmungen aus.
Der ursprüngliche Fundort ist Villefranche sowie Sewastopol (Sebastopol).

## Diplonema aggregatum

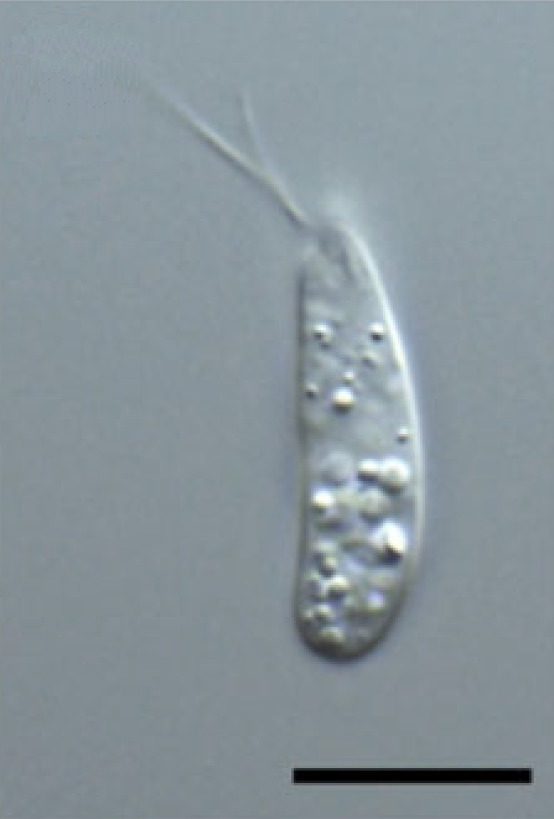
LM-Aufnahme von D. aggregatum. Balken: 10 µm.

Die trophischen Zellen der Art D. aggregatum sind auffallend länglich, dabei abgeflachte mit spitzen vorderen und runden hinteren Enden. Manche Zellen sind leicht C- oder S-förmig gebogen. Die charakteristische apikale Papille (vorn befindliche Ausstülpung) und der Fressapparat (Ingestionsapparat) sind im Lichtmikroskop gut zu erkennen, ebenso wie große lichtbrechende (refraktive) Vesikel in der hinteren Hälfte. Die Zelllänge liegt zwischen 17,6 und 24,7 µm (Mittel ca. 21,6 μm), die Breite zwischen 4,3 und 6,2 µm (Mittel 5,2 μm). Die beiden parallel ausgerichteten, aber hier ungleich langen, dünnen Geißeln entspringen aus einer tiefen hinter dem Vorderende gelegenen (subapikalen) Geißeltasche. Die längere Geißel misst etwa die Hälfte der Körperlänge, die kürzere Geißel ist in Vergleich zu ihr nochmals halb so lang. Die Zellen bewegen sich langsam gleitend durch Schlagen beider Geißeln. Bei den gleitenden trophischen Zellen sind kontrahierende, streckende und drehende Bewegungen häufig. Sie beherbergen die Endosymbiontenart „Ca. Cytomitobacter indipagum“.

## Diplonema ambulator
Die Zellen von D. ambulator haben einen zylindrischem, sich nach vorne verjüngendem und sonst sackförmigen Körper, dessen Länge 14–23 µm beträgt. Sie besitzen eine dünne Pellicula (Zellmembran) und haben zwei kurze Geißeln (3–4 µm lang), die von einer gleich hinter der Spitze befindlichen (subapikalen) Tasche ausgehen und mehr oder weniger senkrecht zur Zellachse liegen. Der Zellmund (Cytostom) öffnet sich am Vorderende an der Spitze eines kleinen Vorsprungs. An der dorsalen (rückwärtigen) Seite der Spitze ist eine leichte „Lippe“ zu erkennen. Nahrungsvakuolen mit Detritus befinden sich im hinteren Teil der Zelle.
Der Körper ist vor der Geißeltasche dorsoventral abgeflacht und von den Geißeln weggekrümmt. Bei der Nahrungsaufnahme wird die Spitze gegen anhaftende Bakterien oder Detritus gedrückt und die Partikel werden in die Zelle gezogen.
Die Zellen bewegen sich durch langsames Gleiten, wobei sich die Geißeln an der Basis langsam schlagen, so dass der Eindruck von Laufbeinen entsteht – worauf das Art-Epitheton hinweist.
Bei der Begegnung mit einem Objekt kann sich die Zelle drehen und winden.
Ursprünglicher Fundort ist die Ilha do Fundão, Rio de Janeiro.

## Diplonema japonicum
Die trophische Zellen in gut wachsenden Kulturen sind länglich-zylindrisch.
Sie haben eine breite vordere Hälfte und verjüngen sich nach hinten. Sie sind an der Zellspitze leicht eingeschnürt und gebogen (seltener haben trophische Zellen eine nahezu symmetrische, längliche Form mit abgerundeten Enden).
Die Zellen messen 15,3 bis 22,9 µm (Mittelwert ca. 19,9 μm) in der Länge und 4,5 bis 7,0 µm (Mittelwert ca. 5,8 μm) in der Breite.
Es gibt zwei dünne, gleich lange Geißeln, jede etwa ein Drittel so lang wie der Zellkörpers. Die beiden Geißeln verlaufen parallel und entspringen subapikal einer ausgeprägten Geißeltasche.
In frischen Kulturen gleiten die Zellen meist am Boden der Kulturflaschen, wobei sie ihre Geißeln schlagen; sie können sie sich um ihren vorderen Teil drehen, indem sie sich mit einer einzelnen Geißel an der Oberfläche festhalten.
Diese gleitenden Zellen verändern ihre Form oft sehr stark durch alle möglichen Verrenkungen wie Kontraktion und Expansion/Streckung sowie durch Winden und Krümmen. Im Zytoplasma sind zahlreiche lichtbrechende Vakuolen, fehlen aber im vorderen Teil. Der J-förmige Fress- oder Schluckapparat ist im Durchlicht gut sichtbar und verläuft parallel zur Längsachse der Zelle. Die Zellen beherbergen als Endosymbionten „Ca. Cytomitobacter primus“, die erste beschriebene Art der Gattung „Ca. Cytomitobacter“.

## Diplonema metabolicum
Der konische Körper der Zellen von D. metabolicum ist 30–48 µm lang und verjüngt sich zum hinteren Ende hin: Die Zellen besitzen zwei kurze Geißeln, die im breiten vorderen Ende (anterior) ansetzen. Ein zylindrischer, im Querschnitt kreisförmiger Schlundapparat (oder Schluckapparat) liegt seitlich der beiden Geißelbasen (Geißelgruben). Die Zellen sind sehr stoffwechselaktiv (metabolisch aktiv), worauf das Art-Epitheton hinweist.
Der Zellkern liegt zentral, das Zytoplasma hat oft viele lichtbrechenden Granula.
Im Lichtmikroskop sind ansonsten keine internen Organellen wie z. B. Extrusomen (Kinetozysten, Trichozysten oder ähnlich) zu sehen.
Die Zellen bewegen sich windend, ein Schwimmen oder Kriechend wurde nicht beobachtet.
Der Fundort ist Laucala Bay (Fidschi), auf den Blättern von Halophila (nur da, dort aber sehr häufig).